# ريجي ويليامز
ريجي ويليامز (بالإنجليزية: Reggie Williams)‏ مواليد 14 سبتمبر 1986، هو لاعب كرة سلة أمريكي يلعب مع فريق سان أنطونيو سبرز في الرابطة الوطنية لكرة السلة ويحمل الرقم 55. يبلغ طوله 6 قدم 6 بوصة (2.0 م).

## روابط خارجية
- ريجي ويليامز على موقع الاتحاد الدولي لكرة السلة (الإنجليزية)
- ريجي ويليامز على موقع إن بي أي (الإنجليزية)
- ريجي ويليامز على موقع سبورتس رفرنس (الإنجليزية)
- ريجي ويليامز على موقع الدوري الإسباني لكرة السلة (الإسبانية)
- ريجي ويليامز على موقع كرة السلة الأوروبية.كوم (الإنجليزية)
- ريجي ويليامز على موقع كلية كرة السلة في سبورتس رفرنس.كوم (الإنجليزية)
- ريجي ويليامز على موقع ريلجم (الإنجليزية)
- ريجي ويليامز على موقع بروبوليرز (الإنجليزية)
- ريجي ويليامز على موقع سبورتس رفرنس (الإنجليزية)
- ريجي ويليامز على موقع سبورتس رفرنس (الإنجليزية)